# Cherisse Murray
Cherisse Murray (* 13. September 1993 in Toco) ist eine Kugelstoßerin aus Trinidad und Tobago, die auch im Diskuswurf an den Start geht.

## Sportliche Laufbahn
Erste Erfahrungen bei internationalen Wettkämpfen sammelte Cherisse Murray bei den CARIFTA Games 2011 in Montego Bay, bei denen sie mit einer Weite von 12,69 m den fünften Platz im Kugelstoßen belegte und im Diskuswurf mit 33,44 m ebenfalls auf Rang fünf gelangte. Im Jahr darauf wurde sie bei den CARIFTA Games in Hamilton mit 11,18 m Siebte im Kugelstoßen und 2019 schied sie bei der Sommer-Universiade in Neapel mit 14,96 m in der Qualifikationsrunde aus und verpasste auch im Diskuswurf mit 44,41 m den Finaleinzug. Im selben Jahr begann sie ein Studium an der University of Alabama und 2023 belegte sie bei den Zentralamerika- und Karibikspielen in San Salvador mit 16,59 m den fünften Platz.
2018 wurde Murray trinidadisch-tobagische Meisterin im Diskuswurf sowie 2023 im Kugelstoßen.

## Persönliche Bestleistungen
- Kugelstoßen: 17,39 m, 12. Mai 2023 in Baton Rouge
- Diskuswurf: 47,99 m, 23. März 2019 in Phoenix